# Конотоп, Георгий Петрович
Георгий Петрович Конотоп (1912, город Харьков, теперь Харьковской области — ?) — советский партийный и профсоюзный деятель, председатель Черкасского промышленного облисполкома. Депутат Верховного Совета УССР 6-го созыва.

## Биография
В 1931 году окончил Харьковский машиностроительный техникум. В 1931—1932 г. — техник по рационализации производства на машиностроительном заводе в Ямпольском районе Сумской области. В 1932—1938 г. — техник-технолог, техник-конструктор, старший конструктор на предприятиях города Харькова.
В 1938—1939 г. — инструктор Харьковского областного комитета ЛКСМУ.
Член ВКП(б) с 1939 года.
В 1939—1946 г. — в Красной армии. Участник Великой Отечественной войны с июня 1941 года. Служил старшим инструктором отделения кадров политического отдела 4-й Ударной армии, заместителем командира по политической части 1124-го стрелкового полка 43-й армии 1-го Прибалтийского фронта, старшим инструктором отделения кадров Политического управления Харьковского военного округа.
В 1946—1949 г. — инструктор, заведующий сектором Харьковского областного комитета КП(б)У.
В 1949—1952 г. — слушатель Высшей партийной школы при ЦК КП(б)У.
В 1952—1954 г. — заведующий сектором отдела партийных, профсоюзных и комсомольских органов ЦК КПУ.
В 1954—1955 г. — заведующий отделом административных и торгово-финансовых органов Черкасского областного комитета КПУ.
В 1955 — январе 1963 г. — секретарь Черкасского областного комитета КПУ.
В январе 1963 — декабре 1964 г. — председатель исполнительного комитета Черкасского промышленной областного совета депутатов трудящихся.
В декабре 1964 — после 1970 г. — председатель Черкасского областного совета профессиональных союзов.

## Звание
- батальонный комиссар
- майор

## Награды
- орден Трудового Красного Знамени
- орден «Знак Почета»
- орден Отечественной войны II ст. (12.06.1945)
- орден Красного Знамени (16.08.1944)
- орден Красной Звезды (13.09.1942)
- ордена
- медали